# جاد يعقوبي
جاد يعقوبي ( (بالعبرية: גד יעקבי) يناير 1935 حتي 27 أغسطس 2007) كان إسرائيلي الوزراء، محاذاة الكنيست الأعضاء، وسفير إسرائيل لدى الأمم المتحدة .

## سيرة شخصية
ولد يعقوبي في كفار فيتكين خلال فترة الانتداب، حيث أكمل دراساته في المدرسة الثانوية. كانت دراساته الأكاديمية في الاقتصاد والعلوم السياسية في جامعة تل أبيب .
من 1960 إلى 1961 شغل منصب مساعد لوزير الزراعة في إسرائيل، ومن 1961 إلى 1966 رئيسًا لمركز التخطيط والتنمية الاقتصادية في وزارة الزراعة، الذي عينه موشيه ديان .
في عام 1965، كان يعقوبي من مؤسسي حزب رافي . عندما اندمج رافي في حزب العمل (الذي شكل جزءًا من التحالف المعروف باسم التحالف)، عُيّن في مكتب الحزب. في انتخابات عام 1969، تم انتخابه للكنيست، وفي عام 1972 عُيّن نائبا لوزير النقل. في عام 1974 عُيّن وزيراً للمواصلات من قبل رئيس الوزراء اسحق رابين، وهو المنصب الذي شغله حتى انتخابات 1977. في عام 1984، في التحالف المشترك - حكومة الليكود، عمل يعقوبي وزيراً للاقتصاد والتخطيط حتى عام 1987، عندما عُيّن وزيراً للاتصالات - وهو المنصب الذي شغله مرة أخرى في الحكومة الإسرائيلية الثالثة والعشرين، من 1988 إلى 1990.
بعد عدم انتخابه للكنيست الثالث عشر، تم تعيين يعقوبي سفيراً لدى الأمم المتحدة (سبتمبر 1992 - يونيو 1996). عند عودته إلى إسرائيل، عُيّن رئيسًا لشركة إسرائيل للكهرباء، وهو منصب شغله حتى عام 1998، وفي عام 2000 عُيّن رئيسًا لهيئة الموانئ والسكك الحديدية الإسرائيلية. كما عمل محاضرًا في جامعة تل أبيب وفي المركز متعدد التخصصات في هرتسليا، وفي إدارة العديد من المنظمات غير الربحية.
نشر يعقوبي 15 كتابًا، ثلاثة منها للأطفال، واثنين من الشعر. كما كتب مقالات لعدة دوريات.

## روابط خارجية
- جاد يعقوبي على الموقع الإلكتروني للكنيست
- مرات الظهور على سي-سبان
- جاد يعقوبي على موقع Charlie Rose